# ATPáza

Na+/K+ ATPáza, čili sodno-draselná pumpa

ATPáza (adenosin trifosfatáza) je označení pro enzym, který katalyzuje hydrolýzu ATP na ADP a fosfát, případně hydrolýzu ATP na AMP a pyrofosfát. Energie vzniklá zmíněnými defosforylacemi se užívá k pohánění jiných chemických reakcí, například v případě Na+/K+ ATPázy se energie užívá k transportu těchto iontů přes membránu. ATPázami jsou však třeba i kineziny a dyneiny, kde se energie získaná hydrolýzou ATP využívá na mechanickou práci, a existuje celá řada dalších enzymů s ATPázovou aktivitou.
Někdy bývá jako ATPáza označována i ATP syntáza, která však ATP nespotřebovává, nýbrž vyrábí.

## ATPázové pumpy
Zřejmě nejtypičtějším příkladem ATPáz jsou různé pumpy, které energii získanou z ATP využívají k transportu různých látek přes membrány. V tabulce jsou uvedeny pouze příklady, ATPázových pump je velké množství.
| Název               | Substrát          | Funkce                                                                                                |
| FO-F1 rodina        |                   | |
| ATP syntáza         | H+                | Syntéza ATP na membráně mitochondrií, plastidů a plazmatické membráně prokaryot                       |
| VO-V1 ATPáza        | H+                | Transport H+ přes membránu eukaryot a archebakterií                                                   |
| P-ATPázy            |                   | |
| Na+/K+ ATPáza       | 3 Na+ za 2 K+     | Tvorba a udržování gradientu sodných a draselných iontů napříč plazmatickými membránami většiny buněk |
| H+/K+ ATPáza        | 1 H+ za 1 K+      | Sekrece H+ a tedy vytváření kyselého prostředí vně buněk (např. v žaludku či v ledvinách)             |
| SERCA Ca2+ ATPáza   | 2 Ca2+ za 2 H+    | Pumpování vápenatých iontů z cytosolu do endoplazmatického retikula                                   |
| PMCA Ca2+ ATPáza    | 1 Ca2+ za 1 H+    | Pumpování vápenatých iontů z cytosolu přes plazmatickou membránu                                      |
| H+ ATPáza           | H+                | Vytváření protonového gradientu napříč plazmatickou membránou kvasinek, rostlin a prvoků              |
| ABC transportéry    |                   | |
| MDR1 P-glykoprotein | léčiva            | Exkrece různých cizorodých látek (např. léčiv) z buněk                                                |
| CFTR                | Cl−               | Sekrece chloridových iontů z buněk                                                                    |
| TAP1, TAP2          | Antigenní peptidy | Transport peptidových fragmentů z cytosolu do ER (role ve specifické imunitě)                         |
| MDR2                | Fosfatidylcholin  | přenos fosfatidylglyceridů mezi membránovými listy v jaterních buňkách (funkčně vlastně flipáza)      |